# Рождество Богородично (Велико Търново)
„Рождество Богородично“ е православен храм във Велико Търново, катедрална църква на Великотърновската епархия на Българската патриаршия.
Намира се в старата част на Велико Търново, в т.нар. „Болярска махала“, на малък площад в старата част на града. Издигната е върху старата църква „Рождество Богородично“. Срещу нея е разположена сградата на Великотърновска митрополия.
В притвора на църквата са погребани митрополитите Климент, Софроний и Антим.

## История

### Стар храм
Старата църква е построена от Уста Кольо Фичето в периода 1842 г. – 1844 г. Изградена е от дялан пясъчник, като характерни особености на църквата са големият главен корниз и двойната, фичевска кобилица от камък и червени тухли. Украсена е с четири колонки и елипсовидни прозорци, които придават особена оригиналност на фасадата. Църквата е трикорабна. На 30 м западно от нея е построена камбанарията, също иззидана от дялан камък. Подът е застлан с мраморни плочи. Най-оригиналното във вътрешността на църквата са двата реда капители. Сводовете са направени от тухли и хоросан. Освен главния вход има още две странични, симетрично разположени врати, през които се излиза във външните аркади. Построена е със средства, събирани от населението по махали.
Иконостасът е дело на Антон Станишев.

### Земетресение
На 1 юни 1913 г. Търново преживява катастрофално земетресение. Наред с много пострадали частни и обществени сгради, до основи е разрушен и катедралният храм. Остава само камбанарията, макар и силно повредена. През същата година край руините е издигнат временен параклис за нуждите на енорията и е взето решение повредената камбанария да бъде съборена. При разчистване на останките е открит основният камък и актът за полагането му с дата 8 септември 1888 г., подписан от митрополит Климент, кмета П. Славков, видни търновски първенци и свещеници.

### Нов храм
Основният камък на новата катедрала е положен през 1924 г., а през 1934 г. сградата е завършена и осветена. Фасадата е възстановена по чертежите и макета, изработен от Леон Филипов преди земетресението (съхраняван днес в Регионалния исторически музей, Велико Търново).
Настоящата катедрална (съборна) църква е строена от майстора строител дядо Грозю през 1933 г. – 1934 г. За оформяне на интериора влагат своя труд много известни майстори и творци. Дърворезбата за иконостаса и владишкия трон е дело на майстора Д. Кушлев. Стенописите са направени през 1954 г. от художниците професори Н. Кожухаров, Д. Гюдженов, П. Сеферов и търновския иконописец Атанас Велев.
От стенописите представляват интерес тези с исторически сцени – покръстване на българския народ, изпращането на св. патриарх Евтимий на заточение и Търновската книжовна школа на Теодосий Търновски, както и с образите на светиите братя Кирил и Методий и техните ученици Климент, Наум, Сава, Горазд, Ангеларий.
Камбаните са руски, изработени стилно и отбелязващи чрез надписи преминаването на река Дунав от Руските освободителни войски.

## Архитектура
Храмът е изграден от дялан пясъчник, като характерни особености на архитектурата са големият двоен корниз и двойната фичевска кобилица от камък и червени тухли. Украсата се състои от 4 колонки и елипсовидни прозорци, които придават особена оригиналност на фасадата. Църквата е трикорабна.
На 30 м западно от нея е построена камбанарията, също иззидана от дялан камък. Подът е застлан с мраморни плочи. Най-оригиналното във вътрешността на храма са 2 реда капители. Сводовете са направени от тухли и хоросан. Освен главния вход, храмът разполага с още 2 странични, симетрично разположени входа, през които се излиза във външните аркади.

## Значимост
- През 1877 г. в катедралата е отслужен благодарствен молебен за влизането в града на руските освободителни войски.
- По онова време там служат всички търновски митрополити при важни събития от местно и национално значение.
- В Търновския съборен храм полагат клетва българските князе Александър Батенберг и Фердинанд I.
- Храмът е посещаван от народните представители от Учредителното (1879) и Великите народни събрания в Търново.
- В катедралния храм са погребани 3 митрополити, които са останали в историята на града и като видни общественици.